# Ron Livingston
Ron Livingston (Cedar Rapids, 5 juni 1967) is een Amerikaans film- en televisieacteur. Hij werd voor zijn rol in de miniserie Band of Brothers in 2002 genomineerd voor een Golden Globe. Hij speelde hoofdrollen in onder meer de film Office Space en de televisieserie Standoff.
Daarnaast staat Livingston veel op het toneel.

## Biografie

### Jeugd
Livingston studeerde aan Marion High School in Marion. Hij volgde een studie aan de Yale University, waar hij een Bachelor of Arts verkreeg in Theater en Engels. Vervolgens verhuisde Livingston naar Chicago, waar hij het theater in ging.
Zijn moeder is een Lutherse dominee en zijn vader een luchtvaarttechnicus. Zijn jongere broer John is ook acteur, zus Jennifer Livingston is verslaggeefster bij een lokale nieuwszender in LaCrosse.

### Carrière
Livingston speelde voor het eerst in een film in 1992, toen hij deel uitmaakte van de cast van Dolly Partons Straight Talk. Hij verhuisde naar Los Angeles en speelde bijrollen in films als The Low Life en The Small Hours.
Zijn eerste rol in een grote film kwam in 1996, met Swingers. Hij speelde de mannelijke hoofdrol in Office Space, naast Jennifer Aniston. Zijn eerste serieuze rol kwam in Band of Brothers, een televisieserie van HBO, waarin hij Captain Lewis Nixon speelde. Vanaf toen speelde hij vaker antagonistische rollen, zoals die van een gehaaide Hollywoodagent in Adaptation (2002); een beginnende Ivy League-sporter in The Cooler (2003); en een ongelukkige leraar Engels in Pretty Persuasion (2005). Tevens vertolkte hij de rol van Jack Berger, de vriend van Carrie in het zesde seizoen van Sex and the City. Hij had een gastoptreden in de House-aflevering TB or not TB.

## Filmografie
- The Flash (2023) - Henry Allen
- The 5th Wave (2016) - Oliver Sullivan
- The Conjuring (2013) - Roger Perron
- The Odd Life of Timothy Green (2012) - Franklin Crudstaff
- The Time Traveler's Wife (2009) - Gomez
- The Spleenectomy (2008) - Dr. Bannister
- American Crude (2008) - Johnny
- McCartney's Genes (2008) - Rudolf
- Music Within (2007) - Richard
- Holly (2006) - Patrick
- Relative Strangers (2006) - Richard Clayton
- Life Happens (2006) - Ben Dreamantowski
- Family Guy Presents Stewie Griffin: The Untold Story (2005) - Clerk (stem)
- The Life Coach (2005) - Ron
- Pretty Persuasion (2005) - Mr. Anderson
- Little Black Book (2004) - Derek
- Winter Solstice (2004) - Mr. Bricker
- The Cooler (2003) - Larry Sokolov
- 44 Minutes: The North Hollywood Shoot-Out (2003) Donnie Anderson (televisiefilm)
- King of the Ants (2003) - Eric Gatley
- Pirates (2003)
- Adaptation. (2002) - Marty Bowen
- Buying the Cow (2002) - Tyler Carter Bellows
- Beat (2000) - Allen Ginsberg
- A Rumor of Angels (2000) - Oom Charlie
- Body Shots (1999) - Trent
- Office Space (1999) - Peter Gibbons
- Two Ninas (1999) - Marty Sachs
- The Big Brass Ring (1999) - Sheldon Buckle
- Dill Scallion (1999) - Ron Statlin
- Campfire Tales (1997) - Rick
- The Small Hours (1997) - Steve
- Swingers (1996) - Rob
- The Low Life (1995) - Chad
- Some Folks Call It a Sling Blade (1994, korte film die later werd uitgebouwd tot Sling Blade, zonder Livingston)
- Straight Talk (1992) - Soldaat

## Televisieseries
*Exclusief eenmalige gastrollen
- Loudermilk (2017) - Sam Loudermilk (dertig afleveringen)
- Defying Gravity (2009) - Maddux Donner (dertien afleveringen)
- Standoff (2006-07) - Matt Flannery (achttien afleveringen)
- Sex and the City (2002-03) - Jack Berger (acht afleveringen)
- The Practice (2001-02) - Assistant D.A. Alan Lowe (twaalf afleveringen)
- Band of Brothers (2001) - Captain Lewis Nixon (tien afleveringen)
- House (2005) - Dr. Sebastian Charles(een aflevering)